# Mudebas
Mudebas (nep. मुढेबास) – gaun wikas samiti we wschodniej części Nepalu w strefie Kośi w dystrykcie Dhankuta. Według nepalskiego spisu powszechnego z 2001 roku liczył on 587 gospodarstw domowych i 3045 mieszkańców (1522 kobiet i 1523 mężczyzn).